# Ministerio del Poder Popular para los Pueblos Indígenas

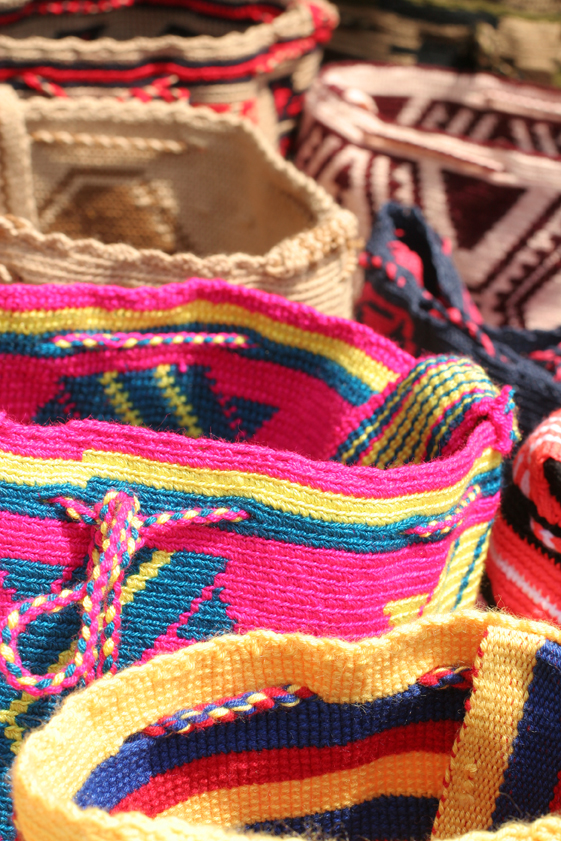
Artesanía wayúu.

El Ministerio del Poder Popular para los Pueblos Indígenas es uno de los organismos que conforman el gabinete ejecutivo del gobierno venezolano.
El ministerio es un ente dependiente directamente de las órdenes del presidente de Venezuela.

## Estructura del Ministerio
- Viceministerio del Poder Popular Indígena del Territorio Comunal de Sierras, Cerros y Ríos de la Selva Amazónica
- Viceministerio del Poder Popular Indígena del Territorio Comunal de Caños, Bosques y Raudales del Amazonas
- Viceministerio del Poder Popular Indígena del Territorio Comunal del Delta, Montañas, Costas y Manglares
- Viceministerio del Poder Popular Indígena del Territorio Comunal de Zonas Urbanas
- Viceministerio del Poder Popular Indígena del Territorio Comunal de la Península, Desierto y de Aguas
- Viceministerio del Poder Popular Indígena del Territorio Comunal de las Sabanas y Morichales Llaneros
- Viceministerio del Poder Popular Indígena del Territorio Comunal de la Sierra y Cordillera Andina
- Viceministerio del Poder Popular Indígena del Territorio Comunal de Valles, Sabanas y Tepuyes

### Órganos y Entes Adscritos al Ministerio
- Misión Guaicaipuro
- Fondo Indígena

## Ministros
| Ministros de los Pueblos Indígenas de Venezuela |                          |                     |                |
| Orden                                           | Nombre                   | Período marta nicol | Presidente     |
| 1                                               | Nicia Maldonado          | 2007 - 2012         | Hugo Chávez    |
| 2                                               | Aloha Núñez              | 2012 - 2013         | Hugo Chávez    |
| 3                                               | Aloha Núñez              | 2013 - 2015         | Nicolás Maduro |
| 4                                               | Clara Vidal              | 2015 - 2016         | Nicolás Maduro |
| 5                                               | Aloha Núñez              | 2016 - 2017         | Nicolás Maduro |
| 6                                               | Yamilet Mirabal Calderón | 2017 - 2018         | Nicolás Maduro |
| 7                                               | Aloha Núñez              | 2018 - 2020         | Nicolás Maduro |
| 8                                               | Yamilet Mirabal Calderón | 2020                | Nicolás Maduro |
| 9                                               | Clara Vidal              | 2022 - 2024         | Nicolás Maduro |
| 10                                              | Clara Vidal              | 2025 -              | Nicolás Maduro |